# Buchnera strictissima
Buchnera strictissima är en snyltrotsväxtart som beskrevs av Adolf Engler och Gilg. Buchnera strictissima ingår i släktet Buchnera och familjen snyltrotsväxter. Inga underarter finns listade i Catalogue of Life.